# Tú (chanson)
Singles de Shakira
Ciega, sordomuda
(1998) Inevitable
(1998)
Pistes de ¿Dónde están los ladrones?
Que Vuelvas
(7) ¿Dónde Están los Ladrones?
(9)
Tú est une chanson de la chanteuse colombienne Shakira. Elle est présente sur son quatrième album studio, ¿Dónde están los ladrones?. Le morceau a été publié comme le deuxième single de l'album, et tout comme son prédécesseur, Ciega, sordomuda, il a atteint la 1re place du Billboard Hot Latin Tracks. Tú a aussi atteint la 89e place du Hot 100 et est devenu le premier single de Shakira apparaissant sur ce classement. De nombreux fans considèrent que cette chanson est la plus touchante et inspirante de Shakira[réf. nécessaire].

## Clip vidéo
Réalisé par Emilio Estefan Jr., la vidéo de Tú est tournée en noir et blanc et les caractéristiques Shakira dans un salon. Il s'agit d'un plan fixe du début à la fin. Il existe également version tout en couleur qui a fait son apparition sur internet.